# 兵庫労働局
兵庫労働局（ひょうごろうどうきょく）は、兵庫県神戸市中央区にある日本の都道府県労働局で、兵庫県を管轄している。

## 所在地
- 本局 兵庫県神戸市中央区東川崎町一丁目1番3号 神戸クリスタルタワー14・15・16・17階

## 組織
局長
- 総務部
  - 総務課、企画室、労働保険徴収課
- 労働基準部
  - 監督課、安全課、健康課、賃金課、労災補償課
- 職業安定部
  - 職業安定課、職業対策課、ハローワーク助成金デスク、需給調整事業課、求職者支援室
- 雇用均等室

## 出先機関
- 労働基準監督署（11署）
  - 神戸東労働基準監督署（神戸市中央区）
  - 神戸西労働基準監督署（神戸市兵庫区）
  - 尼崎労働基準監督署（尼崎市）
  - 姫路労働基準監督署（姫路市）
  - 伊丹労働基準監督署（伊丹市）
  - 西宮労働基準監督署（西宮市）
  - 加古川労働基準監督署（加古川市）
  - 西脇労働基準監督署（西脇市）
  - 但馬労働基準監督署（豊岡市）
  - 相生労働基準監督署（相生市）
  - 淡路労働基準監督署（洲本市）

- 公共職業安定所（ハローワーク、14所6出張所1分室）
  - 神戸公共職業安定所（神戸市中央区）
    - 三田出張所（三田市）

  - 灘公共職業安定所（神戸市灘区）
  - 尼崎公共職業安定所（尼崎市）
  - 西宮公共職業安定所（西宮市）
  - 姫路公共職業安定所（姫路市）
  - 加古川公共職業安定所（加古川市）
  - 伊丹公共職業安定所（伊丹市）
  - 明石公共職業安定所（明石市）
  - 豊岡公共職業安定所（豊岡市）
    - 香住出張所（美方郡香美町）
    - 八鹿出張所（養父市）
    - 和田山分室（朝来市）

  - 西脇公共職業安定所（西脇市）
  - 洲本公共職業安定所（洲本市）
  - 柏原公共職業安定所（丹波市）
    - 篠山出張所（丹波篠山市）

  - 西神公共職業安定所（神戸市西区）
  - 龍野公共職業安定所（たつの市）
    - 相生出張所（相生市）
    - 赤穂出張所（赤穂市）

## 管轄
- 兵庫県全域